# اس‌اس ناروا
اس‌اس ناروا (به انگلیسی: SS Narva) یک کشتی بود که طول آن ۲۵۵ فوت ۵ اینچ (۷۷٫۸۵ متر) بود. این کشتی در سال ۱۹۴۳ ساخته شد.